# Semecarpus bunburyanus
Semecarpus bunburyanus är en sumakväxtart som beskrevs av L. S. Gibbs. Semecarpus bunburyanus ingår i släktet Semecarpus och familjen sumakväxter. Inga underarter finns listade i Catalogue of Life.